# Calceolaria dilatata x lanata
Calceolaria dilatata x lanata là một loài thực vật có hoa trong họ Calceolariaceae. Loài này được Pax mô tả khoa học đầu tiên năm 1984.